# Sojuz-U
Sojuz-U (również Sojuz 11A511U) – rosyjska rakieta nośna konstrukcji radzieckiej, powstała bezpośrednio z rakiety balistycznej R-7. Najczęściej i najdłużej używana rakieta kosmiczna na świecie – 786 startów w latach 1973–2017, była tzw. „koniem pociągowym”, najpierw radzieckiego, a potem rosyjskiego programu kosmicznego. Sojuz-U zastąpił w służbie poprzednie warianty rakiet Sojuz i Woschod, będąc zmodyfikowaną rakietą zdolną wykonać wszystkie zadania poprzedniczek. Wycofany ze służby po prawie 44 latach.

## Historia
Zaprojektowany w Centralnym Specjalistycznym Biurze Konstrukcyjnym (CSKB), po raz pierwszy Sojuz U został wystrzelony 18 maja 1973 r. i z sukcesem wyniósł satelitę rozpoznawczego (potocznie: szpiegowskiego) typu Zenit o masie ok. 6600 kg i desygnacji Kosmos 559 lub Zenit-4MK nr 13. W następnych lotach przy użyciu tych rakiet wystrzelono szereg satelitów wojskowych (także serie Jantar, Resurs...) i naukowych (m.in. Bion), a także kapsuł załogowych typu Sojuz (począwszy od misji Sojuz 16 w grudniu 1974 r.) i promów towarowych typu Progress (lot Progress 1 w styczniu 1978 r.). Sojuz-U został podstawą radzieckiego programu lotów załogowych (Program Sojuz) i wziął udział w programie Apollo-Sojuz.   
Do pierwszego nieudanego startu doszło rok po wejściu do służby w siódmym locie 23 maja 1974 r., gdy utracono debiutującego satelitę typu Jantar-2K. 
Rakiety tego typu wznosiły się aż 786 razy – najwięcej spośród rakiet kosmicznych na świecie, 765 startów było udanych, dając jej status jednej z najbardziej niezawodnych. 22 starty zakończyły się niepowodzeniem, wliczając w to nieudaną misję załogową Sojuz T-10-1 26 września 1983 roku, kiedy to tuż przed startem rozlało i zapaliło się paliwo, lecz zdołano ewakuować załogę przy pomocy rakiety ewakuacyjnej pojazdu chwilę przed eksplozją rakiety nośnej na wyrzutni.
W dalszych latach rakieta była używana do wynoszenia satelitów oraz w lotach bezzałogowych i załogowych na stację Mir oraz Międzynarodową Stację Kosmiczną (wynosiła na orbitę automatyczne statki Progress).
Rosawiakosmos wraz z ESA budowała dla niej wyrzutnie na kosmodromie Kourou, jednak zrezygnowano z nich na rzecz mocniejszych rakiet Sojuz 2.
Finalną misją załogową był Sojuz TM-34 w 2002 r. Ostatni lot Sojuza-U miał miejsce 22 lutego 2017 roku, kiedy to rakieta wyniosła na orbitę statek towarowy Progress MS-05.

## Warianty
Sojuz-U doczekał się kilku wariantów różniących się ostatnimi członami ucieczkowymi:
- Sojuz-U/Ikar
- Sojuz-U/Fregat

Istniał również wariant Sojuz-U2, którego pierwszy człon napędzany był syntetyczną naftą, Syntinem. Ostatni jego lot odbył się w 1995 roku, gdyż zaprzestano produkcji tego paliwa.
Na bazie Sojuza-U powstała rakieta Sojuz-FG. Obie w przyszłości zastąpi rakieta Sojuz 2.

## Starty
1. 18 maja 1973, 11:00 GMT; miejsce startu: Plesieck (LC43/3), Rosyjska FSRR
Ładunek: Kosmos 559; Uwagi: start udany
2. 21 września 1973, 13:05 GMT; miejsce startu: Plesieck (LC43/3), Rosyjska FSRR
Ładunek: Kosmos 587; Uwagi: start udany
3. 31 października 1973, 18:24 GMT; miejsce startu: Plesieck (LC43/3), Rosyjska FSRR
Ładunek: Bion 1; Uwagi: start udany
4. 20 marca 1974, 08:30 GMT; miejsce startu: Bajkonur (LC31/6), Kazachska SRR
Ładunek: Kosmos 636; Uwagi: start udany
5. 3 kwietnia 1974, 07:30 GMT; miejsce startu: Bajkonur (LC31/6), Kazachska SRR
Ładunek: Kosmos 638; Uwagi: start udany
6. 15 maja 1974, 08:30 GMT; miejsce startu: Bajkonur (LC31/6), Kazachska SRR
Ładunek: Kosmos 652; Uwagi: start udany
7. 23 maja 1974, 12:17 GMT; miejsce startu: Plesieck (LC43/3), Rosyjska FSRR
Ładunek: Jantar-2K; Uwagi: start nieudany – nieudana separacja 1. i 2. stopnia rakiety
8. 6 sierpnia 1974, 00:02 GMT; miejsce startu: Bajkonur (LC1/5), Kazachska SRR
Ładunek: Kosmos 670; Uwagi: start udany
9. 12 sierpnia 1974, 06:25 GMT; miejsce startu: Bajkonur (LC31/6), Kazachska SRR
Ładunek: Kosmos 672; Uwagi: start udany
10. 22 października 1974, 18:00 GMT; miejsce startu: Plesieck (LC43/3), Rosyjska FSRR
Ładunek: Kosmos 690; Uwagi: start udany
11. 25 października 1974, 09:30 GMT; miejsce startu: Bajkonur (LC31/6), Kazachska SRR
Ładunek: Kosmos 691; Uwagi: start udany
12. 2 grudnia 1974, 09:40 GMT; miejsce startu: Bajkonur (LC1/5), Kazachska SRR
Ładunek: Sojuz 16; Uwagi: start udany
13. 13 grudnia 1974, 13:30 GMT; miejsce startu: Bajkonur (LC31/6), Kazachska SRR
Ładunek: Kosmos 697; Uwagi: start udany
14. 21 marca 1975, 06:50 GMT; miejsce startu: Plesieck (LC43/3), Rosyjska FSRR
Ładunek: Kosmos 720; Uwagi: start udany
15. 16 kwietnia 1975, 08:00 GMT; miejsce startu: Bajkonur (LC31/6), Kazachska SRR
Ładunek: Kosmos 727; Uwagi: start udany
16. 12 czerwca 1975, 12:30 GMT; miejsce startu: Plesieck (LC43/3), Rosyjska FSRR
Ładunek: Kosmos 743; Uwagi: start udany
17. 15 lipca 1975, 12:20 GMT; miejsce startu: Bajkonur (LC1/5), Kazachska SRR
Ładunek: Sojuz 19; Uwagi: start udany
18. 5 września 1975, 14:50 GMT; miejsce startu: Plesieck (LC43/3), Rosyjska FSRR
Ładunek: Kosmos 758; Uwagi: start udany
19. 12 września 1975, 05:30 GMT; miejsce startu: Plesieck (LC43/3), Rosyjska FSRR
Ładunek: Kosmos 759; Uwagi: start udany
20. 25 września 1975, 09:50 GMT; miejsce startu: Plesieck (LC43/4), Rosyjska FSRR
Ładunek: Kosmos 771; Uwagi: start udany
21. 29 września 1975, 04:15 GMT; miejsce startu: Bajkonur (LC1/5), Kazachska SRR
Ładunek: Kosmos 772; Uwagi: start udany
22. 17 listopada 1975, 14:36 GMT; miejsce startu: Bajkonur (LC1/5), Kazachska SRR
Ładunek: Sojuz 20; Uwagi: start udany
23. 25 listopada 1975, 17:00 GMT; miejsce startu: Plesieck (LC43/3), Rosyjska FSRR
Ładunek: Kosmos 782; Uwagi: start udany
24. 20 lutego 1976, 14:01 GMT; miejsce startu: Plesieck (LC43/3), Rosyjska FSRR
Ładunek: Kosmos 805; Uwagi: start udany
25. 10 marca 1976, 08:00 GMT; miejsce startu: Bajkonur (LC31/6), Kazachska SRR
Ładunek: Kosmos 806; Uwagi: start udany
26. 18 marca 1976, 09:15 GMT; miejsce startu: Bajkonur (LC31/6), Kazachska SRR
Ładunek: Kosmos 809; Uwagi: start udany
27. 21 maja 1976, 07:00 GMT; miejsce startu: Plesieck (LC43/3), Rosyjska FSRR
Ładunek: Kosmos 820; Uwagi: start udany
28. 24 czerwca 1976, 07:10 GMT; miejsce startu: Plesieck (LC43/3), Rosyjska FSRR
Ładunek: Kosmos 834; Uwagi: start udany
29. 6 lipca 1976, 12:08 GMT; miejsce startu: Bajkonur (LC1/5), Kazachska SRR
Ładunek: Sojuz 21; Uwagi: start udany
30. 14 lipca 1976, 09:00 GMT; miejsce startu: Plesieck (LC43/4), Rosyjska FSRR
Ładunek: Kosmos 840; Uwagi: start udany
31. 22 lipca 1976, 15:40 GMT; miejsce startu: Plesieck (LC43/3), Rosyjska FSRR
Ładunek: Kosmos 844; Uwagi: start udany
32. 4 sierpnia 1976, 13:40 GMT; miejsce startu: Plesieck (LC43/4), Rosyjska FSRR
Ładunek: Kosmos 847; Uwagi: start udany
33. 12 sierpnia 1976, 13:30 GMT; miejsce startu: Plesieck (LC43/3), Rosyjska FSRR
Ładunek: Kosmos 848; Uwagi: start udany
34. 28 sierpnia 1976, 09:00 GMT; miejsce startu: Bajkonur (LC31/6), Kazachska SRR
Ładunek: Kosmos 852; Uwagi: start udany
35. 3 września 1976, 09:20 GMT; miejsce startu: Plesieck (LC43/4), Rosyjska FSRR
Ładunek: Kosmos 854; Uwagi: start udany
36. 15 września 1976, 09:48 GMT; miejsce startu: Bajkonur (LC1/5), Kazachska SRR
Ładunek: Sojuz 22; Uwagi: start udany
37. 21 września 1976, 11:40 GMT; miejsce startu: Plesieck (LC43/3), Rosyjska FSRR
Ładunek: Kosmos 855; Uwagi: start udany
38. 22 września 1976, 09:30 GMT; miejsce startu: Bajkonur (LC31/6), Kazachska SRR
Ładunek: Kosmos 856; Uwagi: start udany
39. 24 września 1976, 15:00 GMT; miejsce startu: Plesieck (LC43/3), Rosyjska FSRR
Ładunek: Kosmos 857; Uwagi: start udany
40. 4 października 1976, 11:00 GMT; miejsce startu: Plesieck (LC43/4), Rosyjska FSRR
Ładunek: Zenit-4MKT; Uwagi: start nieudany – oderwanie jednego z czterech członów pomocniczych w 95. sekundzie lotu.
41. 10 października 1976, 09:35 GMT; miejsce startu: Bajkonur (LC31/6), Kazachska SRR
Ładunek: Kosmos 859; Uwagi: start udany
42. 14 października 1976, 17:39 GMT; miejsce startu: Bajkonur (LC1/5), Kazachska SRR
Ładunek: Sojuz 23; Uwagi: start udany
43. 25 października 1976, 14:30 GMT; miejsce startu: Plesieck (LC43/4), Rosyjska FSRR
Ładunek: Kosmos 863; Uwagi: start udany
44. 1 listopada 1976, 11:20 GMT; miejsce startu: Plesieck (LC43/4), Rosyjska FSRR
Ładunek: Kosmos 865; Uwagi: start udany
45. 11 listopada 1976, 10:45 GMT; miejsce startu: Bajkonur (LC31/6), Kazachska SRR
Ładunek: Kosmos 866; Uwagi: start udany
46. 23 listopada 1976, 16:27 GMT; miejsce startu: Plesieck (LC43/4), Rosyjska FSRR
Ładunek: Kosmos 867; Uwagi: start udany
47. 29 listopada 1976, 16:00 GMT; miejsce startu: Bajkonur (LC1/5), Kazachska SRR
Ładunek: Kosmos 869; Uwagi: start udany
48. 9 grudnia 1976, 10:00 GMT; miejsce startu: Plesieck (LC43/4), Rosyjska FSRR
Ładunek: Kosmos 879; Uwagi: start udany
49. 17 grudnia 1976, 09:30 GMT; miejsce startu: Bajkonur (LC31/6), Kazachska SRR
Ładunek: Kosmos 884; Uwagi: start udany
50. 6 stycznia 1977, 09:40 GMT; miejsce startu: Bajkonur (LC31/6), Kazachska SRR
Ładunek: Kosmos 888; Uwagi: start udany
51. 20 stycznia 1977, 08:30 GMT; miejsce startu: Bajkonur (LC31/6), Kazachska SRR
Ładunek: Kosmos 889; Uwagi: start udany
52. 7 lutego 1977, 16:11 GMT; miejsce startu: Bajkonur (LC1/5), Kazachska SRR
Ładunek: Sojuz 24; Uwagi: start udany
53. 9 lutego 1977, 11:30 GMT; miejsce startu: Plesieck (LC43/3), Rosyjska FSRR
Ładunek: Kosmos 892; Uwagi: start udany
54. 22 lutego 1977; miejsce startu: Bajkonur (LC31/6), Kazachska SRR
Ładunek: Zenit-4MK; Uwagi: start nieudany
55. 3 marca 1977, 10:30 GMT; miejsce startu: Plesieck (LC43/3), Rosyjska FSRR
Ładunek: Kosmos 896; Uwagi: start udany
56. 10 marca 1977, 11:00 GMT; miejsce startu: Plesieck (LC43/3), Rosyjska FSRR
Ładunek: Kosmos 897; Uwagi: start udany
57. 17 marca 1977, 08:30 GMT; miejsce startu: Plesieck (LC43/3), Rosyjska FSRR
Ładunek: Kosmos 898; Uwagi: start udany
58. 7 kwietnia 1977, 08:59 GMT; miejsce startu: Plesieck (LC43/4), Rosyjska FSRR
Ładunek: Kosmos 902; Uwagi: start udany
59. 20 kwietnia 1977, 09:00 GMT; miejsce startu: Bajkonur (LC31/6), Kazachska SRR
Ładunek: Kosmos 904; Uwagi: start udany
60. 24 kwietnia 1977, 14:45 GMT; miejsce startu: Plesieck (LC43/3), Rosyjska FSRR
Ładunek: Kosmos 905; Uwagi: start udany
61. 5 maja 1977, 14:00 GMT; miejsce startu: Plesieck (LC43/3), Rosyjska FSRR
Ładunek: Kosmos 907; Uwagi: start udany
62. 17 maja 1977, 10:10 GMT; miejsce startu: Bajkonur (LC31/6), Kazachska SRR
Ładunek: Kosmos 908; Uwagi: start udany
63. 26 maja 1977, 07:00 GMT; miejsce startu: Plesieck (LC43/4), Rosyjska FSRR
Ładunek: Kosmos 912; Uwagi: start udany
64. 31 maja 1977, 07:30 GMT; miejsce startu: Bajkonur (LC31/6), Kazachska SRR
Ładunek: Kosmos 914; Uwagi: start udany
65. 8 czerwca 1977, 14:00 GMT; miejsce startu: Plesieck (LC43/4), Rosyjska FSRR
Ładunek: Kosmos 915; Uwagi: start udany
66. 10 czerwca 1977, 08:00 GMT; miejsce startu: Plesieck (LC43/3), Rosyjska FSRR
Ładunek: Kosmos 916; Uwagi: start udany
67. 22 czerwca 1977, 08:00 GMT; miejsce startu: Bajkonur (LC31/6), Kazachska SRR
Ładunek: Kosmos 920; Uwagi: start udany
68. 30 czerwca 1977, 14:00 GMT; miejsce startu: Plesieck (LC43/4), Rosyjska FSRR
Ładunek: Kosmos 922; Uwagi: start udany
69. 12 lipca 1977, 09:00 GMT; miejsce startu: Plesieck (LC43/4), Rosyjska FSRR
Ładunek: Kosmos 927; Uwagi: start udany
70. 20 lipca 1977, 07:35 GMT; miejsce startu: Bajkonur (LC31/6), Kazachska SRR
Ładunek: Kosmos 932; Uwagi: start udany
71. 27 lipca 1977, 07:35 GMT; miejsce startu: Plesieck (LC43/4), Rosyjska FSRR
Ładunek: Kosmos 934; Uwagi: start udany
72. 29 lipca 1977, 18:07 GMT; miejsce startu: Plesieck (LC43/4), Rosyjska FSRR
Ładunek: Kosmos 935; Uwagi: start udany
73. 3 sierpnia 1977, 14:01 GMT; miejsce startu: Plesieck (LC43/3), Rosyjska FSRR
Ładunek: Kosmos 936; Uwagi: start udany
74. 10 sierpnia 1977; miejsce startu: Bajkonur (LC31/6), Kazachska SRR
Ładunek: Zenit-4MKM; Uwagi: start nieudany
75. 24 sierpnia 1977, 14:30 GMT; miejsce startu: Plesieck (LC43/4), Rosyjska FSRR
Ładunek: Kosmos 938; Uwagi: start udany
76. 27 sierpnia 1977, 10:09 GMT; miejsce startu: Plesieck (LC43/3), Rosyjska FSRR
Ładunek: Kosmos 947; Uwagi: start udany
77. 2 września 1977, 09:00 GMT; miejsce startu: Plesieck (LC43/4), Rosyjska FSRR
Ładunek: Kosmos 948; Uwagi: start udany
78. 6 września 1977, 17:30 GMT; miejsce startu: Plesieck (LC43/3), Rosyjska FSRR
Ładunek: Kosmos 949; Uwagi: start udany
79. 13 września 1977, 15:10 GMT; miejsce startu: Plesieck (LC43/3), Rosyjska FSRR
Ładunek: Kosmos 950; Uwagi: start udany
80. 16 września 1977, 14:30 GMT; miejsce startu: Plesieck (LC43/3), Rosyjska FSRR
Ładunek: Kosmos 953; Uwagi: start udany
81. 9 października 1977, 02:40 GMT; miejsce startu: Bajkonur (LC1/5), Kazachska SRR
Ładunek: Sojuz 25; Uwagi: start udany
82. 11 października 1977, 15:14 GMT; miejsce startu: Plesieck (LC43/4), Rosyjska FSRR
Ładunek: Kosmos 958; Uwagi: start udany
83. 4 grudnia 1977, 12:00 GMT; miejsce startu: Plesieck (LC43/4), Rosyjska FSRR
Ładunek: Kosmos 964; Uwagi: start udany
84. 10 grudnia 1977, 01:18 GMT; miejsce startu: Bajkonur (LC1/5), Kazachska SRR
Ładunek: Sojuz 26; Uwagi: start udany
85. 12 grudnia 1977, 09:40 GMT; miejsce startu: Bajkonur (LC31/6), Kazachska SRR
Ładunek: Kosmos 966; Uwagi: start udany
86. 20 grudnia 1977, 15:50 GMT; miejsce startu: Plesieck (LC43/4), Rosyjska FSRR
Ładunek: Kosmos 969; Uwagi: start udany
87. 27 grudnia 1977, 09:20 GMT; miejsce startu: Bajkonur (LC31/6), Kazachska SRR
Ładunek: Kosmos 973; Uwagi: start udany
88. 6 stycznia 1978, 15:50 GMT; miejsce startu: Plesieck (LC43/3), Rosyjska FSRR
Ładunek: Kosmos 974; Uwagi: start udany
89. 10 stycznia 1978, 12:26 GMT; miejsce startu: Bajkonur (LC1/5), Kazachska SRR
Ładunek: Sojuz 27; Uwagi: start udany
90. 13 stycznia 1978, 15:15 GMT; miejsce startu: Plesieck (LC43/3), Rosyjska FSRR
Ładunek: Kosmos 984; Uwagi: start udany
91. 20 stycznia 1978, 08:25 GMT; miejsce startu: Bajkonur (LC31/6), Kazachska SRR
Ładunek: Progress 1; Uwagi: start udany
92. 24 stycznia 1978, 09:50 GMT; miejsce startu: Bajkonur (LC31/6), Kazachska SRR
Ładunek: Kosmos 986; Uwagi: start udany
93. 31 stycznia 1978, 14:50 GMT; miejsce startu: Plesieck (LC43/4), Rosyjska FSRR
Ładunek: Kosmos 987; Uwagi: start udany
94. 8 lutego 1978, 12:15 GMT; miejsce startu: Plesieck (LC43/3), Rosyjska FSRR
Ładunek: Kosmos 988; Uwagi: start udany
95. 14 lutego 1978, 09:30 GMT; miejsce startu: Bajkonur (LC31/6), Kazachska SRR
Ładunek: Kosmos 989; Uwagi: start udany
96. 2 marca 1978, 15:28 GMT; miejsce startu: Bajkonur (LC1/5), Kazachska SRR
Ładunek: Sojuz 28; Uwagi: start udany
97. 4 marca 1978, 07:40 GMT; miejsce startu: Bajkonur (LC31/6), Kazachska SRR
Ładunek: Kosmos 992; Uwagi: start udany
98. 10 marca 1978, 10:42 GMT; miejsce startu: Plesieck (LC43/3), Rosyjska FSRR
Ładunek: Kosmos 993; Uwagi: start udany
99. 17 marca 1978, 10:50 GMT; miejsce startu: Plesieck (LC43/3), Rosyjska FSRR
Ładunek: Kosmos 995; Uwagi: start udany
100. 30 marca 1978, 07:50 GMT; miejsce startu: Bajkonur (LC31/6), Kazachska SRR
Ładunek: Kosmos 999; Uwagi: start udany
101. 4 kwietnia 1978, 15:00 GMT; miejsce startu: Bajkonur (LC1/5), Kazachska SRR
Ładunek: Kosmos 1001; Uwagi: start udany
102. 6 kwietnia 1978, 09:10 GMT; miejsce startu: Bajkonur (LC31/6), Kazachska SRR
Ładunek: Kosmos 1002; Uwagi: start udany
103. 20 kwietnia 1978, 15:30 GMT; miejsce startu: Plesieck (LC43/4), Rosyjska FSRR
Ładunek: Kosmos 1003; Uwagi: start udany
104. 5 maja 1978, 15:30 GMT; miejsce startu: Plesieck (LC43/3), Rosyjska FSRR
Ładunek: Kosmos 1004; Uwagi: start udany
105. 16 maja 1978, 10:40 GMT; miejsce startu: Plesieck (LC43/3), Rosyjska FSRR
Ładunek: Kosmos 1007; Uwagi: start udany
106. 23 maja 1978, 07:30 GMT; miejsce startu: Plesieck (LC43/4), Rosyjska FSRR
Ładunek: Kosmos 1010; Uwagi: start udany
107. 25 maja 1978, 14:30 GMT; miejsce startu: Plesieck (LC43/3), Rosyjska FSRR
Ładunek: Kosmos 1012; Uwagi: start udany
108. 10 czerwca 1978, 08:35 GMT; miejsce startu: Bajkonur (LC31/6), Kazachska SRR
Ładunek: Kosmos 1021; Uwagi: start udany
109. 12 czerwca 1978, 10:10 GMT; miejsce startu: Plesieck (LC43/3), Rosyjska FSRR
Ładunek: Kosmos 1022; Uwagi: start udany
110. 15 czerwca 1978, 20:16 GMT; miejsce startu: Bajkonur (LC1/5), Kazachska SRR
Ładunek: Sojuz 29; Uwagi: start udany
111. 27 czerwca 1978, 15:27 GMT; miejsce startu: Bajkonur (LC1/5), Kazachska SRR
Ładunek: Sojuz 30; Uwagi: start udany
112. 2 lipca 1978, 09:30 GMT; miejsce startu: Bajkonur (LC31/6), Kazachska SRR
Ładunek: Kosmos 1026; Uwagi: start udany
113. 7 lipca 1978, 11:26 GMT; miejsce startu: Bajkonur (LC31/6), Kazachska SRR
Ładunek: Progress 2; Uwagi: start udany
114. 7 sierpnia 1978, 22:31 GMT; miejsce startu: Bajkonur (LC31/6), Kazachska SRR
Ładunek: Progress 3; Uwagi: start udany
115. 26 sierpnia 1978, 14:51 GMT; miejsce startu: Bajkonur (LC1/5), Kazachska SRR
Ładunek: Sojuz 31; Uwagi: start udany
116. 29 sierpnia 1978, 15:00 GMT; miejsce startu: Plesieck (LC43/3), Rosyjska FSRR
Ładunek: Kosmos 1029; Uwagi: start udany
117. 9 września 1978, 15:00 GMT; miejsce startu: Plesieck (LC41/1), Rosyjska FSRR
Ładunek: Kosmos 1031; Uwagi: start udany
118. 19 września 1978, 08:05 GMT; miejsce startu: Plesieck (LC43/3), Rosyjska FSRR
Ładunek: Kosmos 1032; Uwagi: start udany
119. 3 października 1978, 11:00 GMT; miejsce startu: Plesieck (LC43/3), Rosyjska FSRR
Ładunek: Kosmos 1033; Uwagi: start udany
120. 4 października 1978, 23:09 GMT; miejsce startu: Bajkonur (LC1/5), Kazachska SRR
Ładunek: Progress 4; Uwagi: start udany
121. 6 października 1978, 15:30 GMT; miejsce startu: Plesieck (LC43/3), Rosyjska FSRR
Ładunek: Kosmos 1042; Uwagi: start udany
122. 17 października 1978, 15:00 GMT; miejsce startu: Plesieck (LC43/4), Rosyjska FSRR
Ładunek: Kosmos 1044; Uwagi: start udany
123. 1 listopada 1978, 12:00 GMT; miejsce startu: Plesieck (LC41/1), Rosyjska FSRR
Ładunek: Kosmos 1046; Uwagi: start udany
124. 15 listopada 1978, 11:45 GMT; miejsce startu: Plesieck (LC41/1), Rosyjska FSRR
Ładunek: Kosmos 1047; Uwagi: start udany
125. 21 listopada 1978, 12:00 GMT; miejsce startu: Plesieck (LC43/4), Rosyjska FSRR
Ładunek: Kosmos 1049; Uwagi: start udany
126. 28 listopada 1978, 16:20 GMT; miejsce startu: Plesieck (LC43/4), Rosyjska FSRR
Ładunek: Kosmos 1050; Uwagi: start udany
127. 7 grudnia 1978, 15:30 GMT; miejsce startu: Plesieck (LC41/1), Rosyjska FSRR
Ładunek: Kosmos 1059; Uwagi: start udany
128. 8 grudnia 1978, 09:30 GMT; miejsce startu: Bajkonur (LC31/6), Kazachska SRR
Ładunek: Kosmos 1060; Uwagi: start udany
129. 14 grudnia 1978, 15:20 GMT; miejsce startu: Plesieck (LC43/4), Rosyjska FSRR
Ładunek: Kosmos 1061; Uwagi: start udany
130. 26 grudnia 1978, 15:30 GMT; miejsce startu: Plesieck (LC43/4), Rosyjska FSRR
Ładunek: Kosmos 1068; Uwagi: start udany
131. 28 grudnia 1978, 16:30 GMT; miejsce startu: Plesieck (LC41/1), Rosyjska FSRR
Ładunek: Kosmos 1069; Uwagi: start udany
132. 11 stycznia 1979, 15:00 GMT; miejsce startu: Plesieck (LC43/3), Rosyjska FSRR
Ładunek: Kosmos 1070; Uwagi: start udany
133. 13 stycznia 1979, 15:30 GMT; miejsce startu: Plesieck (LC43/4), Rosyjska FSRR
Ładunek: Kosmos 1071; Uwagi: start udany
134. 30 stycznia 1979, 15:15 GMT; miejsce startu: Plesieck (LC43/4), Rosyjska FSRR
Ładunek: Kosmos 1073; Uwagi: start udany
135. 31 stycznia 1979, 09:00 GMT; miejsce startu: Bajkonur (LC31/6), Kazachska SRR
Ładunek: Kosmos 1074; Uwagi: start udany
136. 16 lutego 1979; miejsce startu: Plesieck (LC41/1), Rosyjska FSRR
Ładunek: Zenit-2M; Uwagi: start nieudany - awaria układu elektrycznego, nie załączył się silnik 2. stopnia.
137. 22 lutego 1979, 12:10 GMT; miejsce startu: Plesieck (LC41/1), Rosyjska FSRR
Ładunek: Kosmos 1078; Uwagi: start udany
138. 25 lutego 1979, 11:35 GMT; miejsce startu: Bajkonur (LC31/6), Kazachska SRR
Ładunek: Sojuz 32; Uwagi: start udany
139. 27 lutego 1979, 15:00 GMT; miejsce startu: Plesieck (LC43/3), Rosyjska FSRR
Ładunek: Kosmos 1079; Uwagi: start udany
140. 12 marca 1979, 05:47 GMT; miejsce startu: Bajkonur (LC31/6), Kazachska SRR
Ładunek: Progress 5; Uwagi: start udany
141. 14 marca 1979, 10:50 GMT; miejsce startu: Plesieck (LC41/1), Rosyjska FSRR
Ładunek: Kosmos 1080; Uwagi: start udany
142. 31 marca 1979, 10:45 GMT; miejsce startu: Plesieck (LC41/1), Rosyjska FSRR
Ładunek: Kosmos 1090; Uwagi: start udany
143. 10 kwietnia 1979, 17:34 GMT; miejsce startu: Bajkonur (LC31/6), Kazachska SRR
Ładunek: Sojuz 33; Uwagi: start udany
144. 20 kwietnia 1979, 11:30 GMT; miejsce startu: Plesieck (LC43/3), Rosyjska FSRR
Ładunek: Kosmos 1095; Uwagi: start udany
145. 27 kwietnia 1979, 17:15 GMT; miejsce startu: Plesieck (LC43/3), Rosyjska FSRR
Ładunek: Kosmos 1097; Uwagi: start udany
146. 13 maja 1979, 04:17 GMT; miejsce startu: Bajkonur (LC31/6), Kazachska SRR
Ładunek: Progress 6; Uwagi: start udany
147. 15 maja 1979, 11:40 GMT; miejsce startu: Plesieck (LC41/1), Rosyjska FSRR
Ładunek: Kosmos 1098; Uwagi: start udany
148. 17 maja 1979, 07:10 GMT; miejsce startu: Plesieck (LC43/4), Rosyjska FSRR
Ładunek: Kosmos 1099; Uwagi: start udany
149. 25 maja 1979, 07:00 GMT; miejsce startu: Plesieck (LC41/1), Rosyjska FSRR
Ładunek: Kosmos 1102; Uwagi: start udany
150. 31 maja 1979, 16:30 GMT; miejsce startu: Plesieck (LC43/4), Rosyjska FSRR
Ładunek: Kosmos 1103; Uwagi: start udany
151. 6 czerwca 1979, 18:12 GMT; miejsce startu: Bajkonur (LC31/6), Kazachska SRR
Ładunek: Sojuz 34; Uwagi: start udany
152. 8 czerwca 1979, 07:10 GMT; miejsce startu: Plesieck (LC41/1), Rosyjska FSRR
Ładunek: Kosmos 1105; Uwagi: start udany
153. 12 czerwca 1979, 07:00 GMT; miejsce startu: Plesieck (LC43/4), Rosyjska FSRR
Ładunek: Kosmos 1106; Uwagi: start udany
154. 15 czerwca 1979, 10:50 GMT; miejsce startu: Plesieck (LC43/3), Rosyjska FSRR
Ładunek: Kosmos 1107; Uwagi: start udany
155. 22 czerwca 1979, 07:00 GMT; miejsce startu: Plesieck (LC43/4), Rosyjska FSRR
Ładunek: Kosmos 1108; Uwagi: start udany
156. 28 czerwca 1979, 09:25 GMT; miejsce startu: Bajkonur (LC31/6), Kazachska SRR
Ładunek: Progress 7; Uwagi: start udany
157. 29 czerwca 1979, 16:00 GMT; miejsce startu: Plesieck (LC43/3), Rosyjska FSRR
Ładunek: Kosmos 1111; Uwagi: start udany
158. 10 lipca 1979, 09:00 GMT; miejsce startu: Bajkonur (LC31/6), Kazachska SRR
Ładunek: Kosmos 1113; Uwagi: start udany
159. 13 lipca 1979, 08:25 GMT; miejsce startu: Plesieck (LC43/4), Rosyjska FSRR
Ładunek: Kosmos 1115; Uwagi: start udany
160. 25 lipca 1979, 15:20 GMT; miejsce startu: Plesieck (LC43/3), Rosyjska FSRR
Ładunek: Kosmos 1117; Uwagi: start udany
161. 3 sierpnia 1979, 10:45 GMT; miejsce startu: Plesieck (LC43/3), Rosyjska FSRR
Ładunek: Kosmos 1119; Uwagi: start udany
162. 11 sierpnia 1979, 09:15 GMT; miejsce startu: Bajkonur (LC31/6), Kazachska SRR
Ładunek: Kosmos 1120; Uwagi: start udany
163. 14 sierpnia 1979, 15:30 GMT; miejsce startu: Plesieck (LC43/3), Rosyjska FSRR
Ładunek: Kosmos 1121; Uwagi: start udany
164. 17 sierpnia 1979, 07:45 GMT; miejsce startu: Plesieck (LC43/4), Rosyjska FSRR
Ładunek: Kosmos 1122; Uwagi: start udany
165. 21 sierpnia 1979, 11:10 GMT; miejsce startu: Plesieck (LC41/1), Rosyjska FSRR
Ładunek: Kosmos 1123; Uwagi: start udany
166. 31 sierpnia 1979, 11:30 GMT; miejsce startu: Plesieck (LC43/4), Rosyjska FSRR
Ładunek: Kosmos 1126; Uwagi: start udany
167. 5 września 1979, 10:20 GMT; miejsce startu: Plesieck (LC41/1), Rosyjska FSRR
Ładunek: Kosmos 1127; Uwagi: start udany
168. 14 września 1979, 15:30 GMT; miejsce startu: Plesieck (LC43/4), Rosyjska FSRR
Ładunek: Kosmos 1128; Uwagi: start udany
169. 25 września 1979, 15:30 GMT; miejsce startu: Plesieck (LC41/1), Rosyjska FSRR
Ładunek: Kosmos 1129; Uwagi: start udany
170. 28 września 1979, 12:20 GMT; miejsce startu: Plesieck (LC43/3), Rosyjska FSRR
Ładunek: Kosmos 1138; Uwagi: start udany
171. 5 października 1979, 11:30 GMT; miejsce startu: Plesieck (LC41/1), Rosyjska FSRR
Ładunek: Kosmos 1139; Uwagi: start udany
172. 12 października 1979; miejsce startu: Plesieck (LC43/3), Rosyjska FSRR
Ładunek: Zenit-6; Uwagi: start nieudany - awaria 2. stopnia
173. 22 października 1979, 12:30 GMT; miejsce startu: Plesieck (LC43/3), Rosyjska FSRR
Ładunek: Kosmos 1142; Uwagi: start udany
174. 2 listopada 1979, 16:00 GMT; miejsce startu: Plesieck (LC43/3), Rosyjska FSRR
Ładunek: Kosmos 1144; Uwagi: start udany
175. 12 grudnia 1979, 12:30 GMT; miejsce startu: Plesieck (LC43/3), Rosyjska FSRR
Ładunek: Kosmos 1147; Uwagi: start udany
176. 16 grudnia 1979, 12:29 GMT; miejsce startu: Bajkonur (LC31/6), Kazachska SRR
Ładunek: Sojuz T-1; Uwagi: start udany
177. 28 grudnia 1979, 13:00 GMT; miejsce startu: Plesieck (LC43/3), Rosyjska FSRR
Ładunek: Kosmos 1148; Uwagi: start udany
178. 9 stycznia 1980, 12:15 GMT; miejsce startu: Plesieck (LC43/3), Rosyjska FSRR
Ładunek: Kosmos 1149; Uwagi: start udany
179. 24 stycznia 1980, 15:45 GMT; miejsce startu: Plesieck (LC43/3), Rosyjska FSRR
Ładunek: Kosmos 1152; Uwagi: start udany
180. 7 lutego 1980, 11:00 GMT; miejsce startu: Plesieck (LC43/4), Rosyjska FSRR
Ładunek: Kosmos 1155; Uwagi: start udany
181. 21 lutego 1980, 12:00 GMT; miejsce startu: Plesieck (LC43/4), Rosyjska FSRR
Ładunek: Kosmos 1165; Uwagi: start udany
182. 4 marca 1980, 10:30 GMT; miejsce startu: Plesieck (LC43/4), Rosyjska FSRR
Ładunek: Kosmos 1166; Uwagi: start udany
183. 27 marca 1980, 18:53 GMT; miejsce startu: Bajkonur (LC31/6), Kazachska SRR
Ładunek: Progress 8; Uwagi: start udany
184. 1 kwietnia 1980, 08:00 GMT; miejsce startu: Bajkonur (LC31/6), Kazachska SRR
Ładunek: Kosmos 1170; Uwagi: start udany
185. 9 kwietnia 1980, 13:38 GMT; miejsce startu: Bajkonur (LC31/6), Kazachska SRR
Ładunek: Sojuz 35; Uwagi: start udany
186. 17 kwietnia 1980, 08:30 GMT; miejsce startu: Bajkonur (LC31/6), Kazachska SRR
Ładunek: Kosmos 1173; Uwagi: start udany
187. 27 kwietnia 1980, 06:24 GMT; miejsce startu: Bajkonur (LC1/5), Kazachska SRR
Ładunek: Progress 9; Uwagi: start udany
188. 29 kwietnia 1980, 13:30 GMT; miejsce startu: Plesieck (LC43/3), Rosyjska FSRR
Ładunek: Kosmos 1177; Uwagi: start udany
189. 7 maja 1980, 13:00 GMT; miejsce startu: Plesieck (LC41/1), Rosyjska FSRR
Ładunek: Kosmos 1178; Uwagi: start udany
190. 15 maja 1980, 05:35 GMT; miejsce startu: Plesieck (LC43/3), Rosyjska FSRR
Ładunek: Kosmos 1180; Uwagi: start udany
191. 23 maja 1980, 07:10 GMT; miejsce startu: Plesieck (LC43/3), Rosyjska FSRR
Ładunek: Kosmos 1182; Uwagi: start udany
192. 26 maja 1980, 18:20 GMT; miejsce startu: Bajkonur (LC31/6), Kazachska SRR
Ładunek: Sojuz 36; Uwagi: start udany
193. 28 maja 1980, 12:00 GMT; miejsce startu: Plesieck (LC41/1), Rosyjska FSRR
Ładunek: Kosmos 1183; Uwagi: start udany
194. 1 czerwca 1980, 14:19 GMT; miejsce startu: Bajkonur (LC1/5), Kazachska SRR
Ładunek: Sojuz T-2; Uwagi: start udany
195. 6 czerwca 1980, 07:00 GMT; miejsce startu: Plesieck (LC41/1), Rosyjska FSRR
Ładunek: Kosmos 1185; Uwagi: start udany
196. 12 czerwca 1980, 12:30 GMT; miejsce startu: Plesieck (LC41/1), Rosyjska FSRR
Ładunek: Kosmos 1187; Uwagi: start udany
197. 26 czerwca 1980, 12:20 GMT; miejsce startu: Plesieck (LC41/1), Rosyjska FSRR
Ładunek: Kosmos 1189; Uwagi: start udany
198. 29 czerwca 1980, 04:41 GMT; miejsce startu: Bajkonur (LC1/5), Kazachska SRR
Ładunek: Progress 10; Uwagi: start udany
199. 9 lipca 1980, 12:40 GMT; miejsce startu: Plesieck (LC41/1), Rosyjska FSRR
Ładunek: Kosmos 1200; Uwagi: start udany
200. 15 lipca 1980, 07:30 GMT; miejsce startu: Plesieck (LC43/3), Rosyjska FSRR
Ładunek: Kosmos 1201; Uwagi: start udany
201. 23 lipca 1980, 18:33 GMT; miejsce startu: Bajkonur (LC1/5), Kazachska SRR
Ładunek: Sojuz 37; Uwagi: start udany
202. 24 lipca 1980, 12:40 GMT; miejsce startu: Plesieck (LC43/3), Rosyjska FSRR
Ładunek: Kosmos 1202; Uwagi: start udany
203. 31 lipca 1980, 07:45 GMT; miejsce startu: Plesieck (LC43/3), Rosyjska FSRR
Ładunek: Kosmos 1203; Uwagi: start udany
204. 12 sierpnia 1980, 11:50 GMT; miejsce startu: Plesieck (LC43/3), Rosyjska FSRR
Ładunek: Kosmos 1205; Uwagi: start udany
205. 22 sierpnia 1980, 10:00 GMT; miejsce startu: Plesieck (LC41/1), Rosyjska FSRR
Ładunek: Kosmos 1207; Uwagi: start udany
206. 26 sierpnia 1980, 15:30 GMT; miejsce startu: Plesieck (LC41/1), Rosyjska FSRR
Ładunek: Kosmos 1208; Uwagi: start udany
207. 3 września 1980, 10:20 GMT; miejsce startu: Plesieck (LC41/1), Rosyjska FSRR
Ładunek: Kosmos 1209; Uwagi: start udany
208. 18 września 1980, 19:11 GMT; miejsce startu: Bajkonur (LC1/5), Kazachska SRR
Ładunek: Sojuz 38; Uwagi: start udany
209. 19 września 1980, 10:10 GMT; miejsce startu: Plesieck (LC41/1), Rosyjska FSRR
Ładunek: Kosmos 1210; Uwagi: start udany
210. 23 września 1980, 10:30 GMT; miejsce startu: Plesieck (LC41/1), Rosyjska FSRR
Ładunek: Kosmos 1211; Uwagi: start udany
211. 26 września 1980, 10:10 GMT; miejsce startu: Plesieck (LC41/1), Rosyjska FSRR
Ładunek: Kosmos 1212; Uwagi: start udany
212. 28 września 1980, 15:10 GMT; miejsce startu: Bajkonur (LC1/5), Kazachska SRR
Ładunek: Progress 11; Uwagi: start udany
213. 3 października 1980, 12:00 GMT; miejsce startu: Plesieck (LC41/1), Rosyjska FSRR
Ładunek: Kosmos 1213; Uwagi: start udany
214. 10 października 1980, 13:10 GMT; miejsce startu: Plesieck (LC41/1), Rosyjska FSRR
Ładunek: Kosmos 1214; Uwagi: start udany
215. 16 października 1980, 12:20 GMT; miejsce startu: Plesieck (LC41/1), Rosyjska FSRR
Ładunek: Kosmos 1216; Uwagi: start udany
216. 30 października 1980, 10:00 GMT; miejsce startu: Bajkonur (LC31/6), Kazachska SRR
Ładunek: Kosmos 1218; Uwagi: start udany
217. 31 października 1980, 12:00 GMT; miejsce startu: Plesieck (LC41/1), Rosyjska FSRR
Ładunek: Kosmos 1219; Uwagi: start udany
218. 12 listopada 1980, 12:21 GMT; miejsce startu: Plesieck (LC41/1), Rosyjska FSRR
Ładunek: Kosmos 1221; Uwagi: start udany
219. 27 listopada 1980, 14:18 GMT; miejsce startu: Bajkonur (LC1/5), Kazachska SRR
Ładunek: Sojuz T-3; Uwagi: start udany
220. 1 grudnia 1980, 12:15 GMT; miejsce startu: Plesieck (LC43/3), Rosyjska FSRR
Ładunek: Kosmos 1224; Uwagi: start udany
221. 16 grudnia 1980, 12:15 GMT; miejsce startu: Plesieck (LC43/3), Rosyjska FSRR
Ładunek: Kosmos 1227; Uwagi: start udany
222. 26 grudnia 1980, 16:10 GMT; miejsce startu: Plesieck (LC41/1), Rosyjska FSRR
Ładunek: Kosmos 1236; Uwagi: start udany

1. 3 lutego 2010, 03:45 GMT; miejsce startu: Bajkonur (LC1/5), Kazachstan
Ładunek: Progress M-04M; Uwagi: start udany
2. 16 kwietnia 2010, 15:00 GMT; miejsce startu: Plesieck (LC16/2), Federacja Rosyjska
Ładunek: Kosmos 2462; Uwagi: start udany
3. 28 kwietnia 2010, 17:15 GMT; miejsce startu: Bajkonur (LC1/5), Kazachstan
Ładunek: Progress M-05M; Uwagi: start udany
4. 30 czerwca 2010, 15:35 GMT; miejsce startu: Bajkonur (LC1/5), Kazachstan
Ładunek: Progress M-06M; Uwagi: start udany
5. 10 września 2010, 10:22 GMT; miejsce startu: Bajkonur (LC31/6), Kazachstan
Ładunek: Progress M-07M; Uwagi: start udany
6. 27 października 2010, 15:11 GMT; miejsce startu: Bajkonur (LC1/5), Kazachstan
Ładunek: Progress M-08M; Uwagi: start udany
7. 28 stycznia 2011, 01:31 GMT; miejsce startu: Bajkonur (LC1/5), Kazachstan
Ładunek: Progress M-09M; Uwagi: start udany
8. 27 kwietnia 2011, 13:05 GMT; miejsce startu: Bajkonur (LC1/5), Kazachstan
Ładunek: Progress M-10M; Uwagi: start udany
9. 21 czerwca 2011, 14:38 GMT; miejsce startu: Bajkonur (LC1/5), Kazachstan
Ładunek: Progress M-11M; Uwagi: start udany
10. 27 czerwca 2011, 16:00 GMT; miejsce startu: Plesieck (LC16/2), Federacja Rosyjska
Ładunek: Kosmos 2472; Uwagi: start udany
11. 24 sierpnia 2011, 13:00 GMT; miejsce startu: Bajkonur (LC1/5), Kazachstan
Ładunek: Progress M-12M; Uwagi: start nieudany - awaria silnika 2. stopnia, pojazd nie dostał się na orbitę.
12. 30 października 2011, 10:11 GMT; miejsce startu: Bajkonur (LC1/5), Kazachstan
Ładunek: Progress M-13M; Uwagi: start udany
13. 25 stycznia 2012, 23:06 GMT; miejsce startu: Bajkonur (LC1/5), Kazachstan
Ładunek: Progress M-14M; Uwagi: start udany
14. 20 kwietnia 2012, 12:50 GMT; miejsce startu: Bajkonur (LC31/6), Kazachstan
Ładunek: Progress M-15M; Uwagi: start udany
15. 17 maja 2012, 14:05 GMT; miejsce startu: Plesieck (LC16/2), Federacja Rosyjska
Ładunek: Kosmos 2480; Uwagi: start udany
16. 1 sierpnia 2012, 19:35 GMT; miejsce startu: Bajkonur (LC1/5), Kazachstan
Ładunek: Progress M-16M; Uwagi: start udany
17. 31 października 2012, 07:41 GMT; miejsce startu: Bajkonur (LC1/5), Kazachstan
Ładunek: Progress M-17M; Uwagi: start udany
18. 11 lutego 2013, 14:41 GMT; miejsce startu: Bajkonur (LC1/5), Kazachstan
Ładunek: Progress M-18M; Uwagi: start udany
19. 24 kwietnia 2013, 10:12 GMT; miejsce startu: Bajkonur (LC1/5), Kazachstan
Ładunek: Progress M-19M; Uwagi: start udany
20. 27 lipca 2013, 20:45 GMT; miejsce startu: Bajkonur (LC31/6), Kazachstan
Ładunek: Progress M-20M; Uwagi: start udany
21. 25 listopada 2013, 20:53 GMT; miejsce startu: Bajkonur (LC31/6), Kazachstan
Ładunek: Progress M-21M; Uwagi: start udany
22. 5 lutego 2014, 16:23 GMT; miejsce startu: Bajkonur (LC1/5), Kazachstan
Ładunek: Progress M-22M; Uwagi: start udany
23. 9 kwietnia 2014, 15:26 GMT; miejsce startu: Bajkonur (LC1/5), Kazachstan
Ładunek: Progress M-23M; Uwagi: start udany
24. 23 lipca 2014, 21:44 GMT; miejsce startu: Bajkonur (LC1/5), Kazachstan
Ładunek: Progress M-24M; Uwagi: start udany
25. 17 lutego 2015, 11:00 GMT; miejsce startu: Bajkonur (LC1/5), Kazachstan
Ładunek: Progress M-26M; Uwagi: start udany
26. 3 lipca 2015, 04:55 GMT; miejsce startu: Bajkonur (LC1/5), Kazachstan
Ładunek: Progress M-28M; Uwagi: start udany
27. 1 października 2015, 16:49 GMT; miejsce startu: Bajkonur (LC1/5), Kazachstan
Ładunek: Progress M-29M; Uwagi: start udany
28. 16 lipca 2016, 21:41 GMT; miejsce startu: Bajkonur (LC31/6), Kazachstan
Ładunek: Progress MS-03; Uwagi: start udany
29. 1 grudnia 2016, 14:51 GMT; miejsce startu: Bajkonur (LC1/5), Kazachstan
Ładunek: Progress MS-04; Uwagi: start nieudany - awaria silnika 2. stopnia, rakieta wraz z pojazdem uległa zniszczeniu nad Tuwą.
30. 24 lutego 2017, 08:34 GMT; miejsce startu: Bajkonur (LC1/5), Kazachstan
Ładunek: Progress MS-05; Uwagi: start udany Ostatni lot rakiety Sojuz-U.